# Slankpootvliegen
De slankpootvliegen (Dolichopodidae) zijn een familie uit de onderorde van vliegen. Wereldwijd zijn  er ongeveer 7500 soorten bekend. Het zijn kleine tot middelgrote vliegen met een lichaamslengte van 1,5 tot 7,5 millimeter.

## Taxonomie

### OnderfamilieAchalcinae
- Achalcus Loew, 1857[2]
- Apterachalcus Bickel, 1992[3]
- Australachalcus Pollet, 2005[4]
- Scepastopyga Grootaert & Meuffels, 1997[5]
- Xanthina Aldrich, 1902[6]

### OnderfamilieAntyxinae
- Antyx Meuffels & Grootaert, 1991[7]

### OnderfamilieBabindellinae
- Babindella Bickel, 1987[8]

### OnderfamilieDiaphorinae
- Achradocera Becker, 1922[9]
- Aphasmaphleps Grichanov, 2010
- Arabshamshevia Naglis, 2014[10]
- Argyra Macquart, 1834
- Asyndetus Loew, 1869[11]
- Chrysotus Meigen, 1824[12]
- Cryptophleps Lichtwardt, 1898[11][13]
- Dactylonotus Parent, 1934[14]
- Diaphorus Meigen, 1824[15]
- Dubius Wei, 2012[16]
- Emiratomyia Naglis, 2014[10]
- Falbouria Dyte, 1980[17]
- Keirosoma Van Duzee, 1929[18]
- Lyroneurus Loew, 1857
- Melanostolus Kowarz, 1884[19]
- Nurteria Dyte & Smith, 1980[20]
- Ostenia Hutton, 1901[21]
- †Palaeoargyra Meunier, 1895
- Phasmaphleps Bickel, 2005[22]
- †Prochrysotus Meunier, 1907
- Pseudargyra Van Duzee, 1930[23]
- Shamshevia Grichanov, 2012
- Somillus Brèthes, 1924[23][24]
- Symbolia Becker, 1922[9]
- Terpsimyia Dyte, 1975[25]
- Trigonocera Becker, 1902[26]

### OnderfamilieDolichopodinae
- Afrohercostomus Grichanov, 2010
- Afroparaclius Grichanov, 2006[27][28]
- Afropelastoneurus Grichanov, 2006[27][28]
- Ahercostomus Yang & Saigusa, 2001[29]
- Ahypophyllus Zhang & Yang, 2005[30]
- Allohercostomus Yang, Saigusa & Masunaga, 2001[31]
- Anasyntormon Parent, 1932[32]
- Apelastoneurus Grichanov, 2006[27]
- Aphalacrosoma Zhang & Yang, 2005[30]
- Argyrochlamys Lamb, 1922[33]
- †Arpactodolichopodites Hong, 2002
- Cheiromyia Dyte, 1980[17]
- †Convexivertex Hong, 2002
- Dolichopus Latreille, 1796
- Ethiromyia Brooks in Brooks & Wheeler, 2005[34]
- †Eoeuryopterites Hong, 2002
- Gymnopternus Loew, 1857[2]
- Hercostomus Loew, 1857[2]
- Katangaia Parent, 1933[35]
- †Leptodolichopodites Hong, 2002
- Lichtwardtia Enderlein, 1912[36]
- Metaparaclius Becker, 1922[37]
- Muscidideicus Becker, 1917[38]
- Neohercostomus Grichanov, 2011
- †Orbicapitis Hong, 2002
- Ortochile Latreille, 1809
- Paraclius Loew, 1864
- Parahercostomus Yang, Saigusa & Masunaga, 2001[29]
- Pelastoneurus Loew, 1861
- Phalacrosoma Becker, 1922[37]
- Phoomyia Naglis & Grootaert, 2013[39]
- Platyopsis Parent, 1929[40]
- Poecilobothrus Mik, 1878[41]
- †Prohercostomus Grichanov, 1997
- Pseudargyrochlamys Grichanov, 2006[27]
- Pseudohercostomus Stackelberg, 1931[42]
- Pseudoparaclius Grichanov, 2006[27]
- Pseudopelastoneurus Grichanov, 2006[27]
- Pterostylus Mik, 1878
- Setihercostomus Zhang & Yang, 2005[30]
- Srilankamyia Naglis, Grootaert & Wei, 2011[43]
- Stenopygium Becker, 1922[9]
- Sybistroma Meigen, 1824
- Tachytrechus Haliday in Walker, 1851

### OnderfamilieEnliniinae
- Enlinia Aldrich, 1933[44]
- Harmstonia Robinson, 1964[45]

### Onderfamilie †Eodolichopoditinae
- †Bicercites Hong, 2002
- †Columnocorna Hong, 2002
- †Eodolichopodites Hong, 2002
- †Haodolichopodites Hong, 2002
- †Laticopulus Hong, 2002
- †Longilabia Hong, 2002
- †Orbilabia Hong, 2002
- †Paradolichopodites Hong, 2002
- †Septocellula Hong, 1981
- †Sinodolichopodites Hong, 2002
- †Sunodolichopodites Hong, 2002
- †Wangia Hong, 2002

### OnderfamilieHydrophorinae
- Abatetia Miller, 1945[46][47]
- Adachia Evenhuis, 2005
- Acymatopus Takagi, 1965[48]
- Anahydrophorus Becker, 1917[38]
- Aphrosylopsis Lamb, 1909[49]
- Aphrosylus Haliday in Walker, 1851[50]
- Arciellia Evenhuis, 2005
- Cemocarus Meuffels & Grootaert, 1984[51]
- Conchopus Takagi, 1965[48]
- Coracocephalus Mik, 1892[52]
- Cymatopus Kertész, 1901[53]
- Diostracus Loew, 1861
  - Lagodechia Negrobov & Zurikov, 1996[54]
  - Ozmena Özdikmen, 2010
  - Sphyrotarsus Mik, 1874
- Elmoia Evenhuis, 2005
- Epithalassius Mik, 1891
- Eucoryphus Mik, 1869[55]
- Eurynogaster Van Duzee, 1933
- Helichochaetus Parent, 1933[47]
- Hydatostega Philippi, 1865[56]
- Hydrophorus Fallén, 1823
- Hypocharassus Mik, 1879
- Liancalomima Stackelberg, 1931[42]
- Liancalus Loew, 1857[2]
- Machaerium Haliday, 1832
- Major Evenhuis, 2005
- Melanderia Aldrich, 1922[57]
- Minjerribah Bickel, 2019[58]
- Nanothinophilus Grootaert & Meuffels, 1998[59][60]
- Oedematopiella Naglis, 2011[61]
- Oedematopus Van Duzee, 1929[18]
- Orthoceratium Schrank, 1803[62]
- Paraliancalus Parent, 1938[63]
- Paraliptus Bezzi, 1923[64]
- Paralleloneurum Becker, 1902[26]
- Paraphrosylus Becker, 1922[9]
- Parathinophilus Parent, 1932[32]
- Peodes Loew, 1857[2]
- Rhynchoschizus Dyte, 1980[17]
- Scellus Loew, 1857[2]
- Scorpiurus Parent, 1933[47]
- Sigmatineurum Parent, 1938[63]
- Sweziella Van Duzee, 1933
- Teneriffa Becker, 1908[65]
  - Prothambemyia Masunaga, Saigusa & Grootaert, 2005
- Thambemyia Oldroyd, 1956[66]
- Thinolestris Grootert & Meuffels, 1988[67]
- Thinophilus Wahlberg, 1844
  - Parathinophilus Parent, 1932
  - Schoenophilus Mik, 1878[41]
- Uropachys Parent, 1935

### OnderfamilieKowmunginae
- Kowmungia Bickel, 1987[68]
- Phacaspis Grootaert & Meuffels, 1988[69][70]

### OnderfamilieMedeterinae
- Asioligochaetus Negrobov, 1966[71]
- Atlatlia Bickel, 1986[72]
- Corindia Bickel, 1986[73]
- Craterophorus Lamb, 1921[74]
- Cryptopygiella Robinson, 1975[75]
- Cyrturella Collin, 1952[76]
- Demetera Grichanov, 2011[77]
- Dolichophorus Lichtwardt, 1902[78]
- Dominicomyia Robinson, 1975[75]
- Euxiphocerus Parent, 1935[79]
- Grootaertia Grichanov, 1999[80]
- Maipomyia Bickel, 2004[81]
- Medetera Fischer von Waldheim, 1819[82]
- Medeterella Grichanov, 2011[77]
- †Medeterites Grichanov, 2010[83]
- Microchrysotus Robinson, 1964[84]
- Microcyrtura Robinson, 1964[84]
- Micromedetera Robinson, 1975[75]
- Neomedetera Zhu, Yang & Grootaert, 2007[85]
- Nikitella Grichanov, 2011[77]
- †Palaeosystenus Grichanov, Negrobov & Selivanova, 2014[86]
- †Paleothrypticus Ngô-Muller, Garrouste & Nel, 2020[87]
- Papallacta Bickel, 2006[88]
- Paramedetera Grootaert & Meuffels, 1997[89]
- Pharcoura Bickel, 2007[90]
- Pindaia Bickel, 2014[91]
- Protomedetera Tang, Grootaert & Yang, 2018[92]
- Saccopheronta Becker, 1914[93]
- †Salishomyia Bickel, 2019[94]
- †Systenites Grichanov, Negrobov & Selivanova, 2014[86]
- Systenomorphus Grichanov, 2010
- Systenoneurus Grichanov, 2010
- Systenus Loew, 1857[2]
- Thrypticus Gerstäcker, 1864[73]
- Udzungwomyia Grichanov, 2018[95]

### OnderfamilieMicrophorinae
- †Avenaphora Grimaldi & Cumming, 1999[96]
- †Curvus Kaddumi, 2005
- †Meghyperiella Meunier, 1908
- Microphor Macquart, 1827
- †Microphorites Hennig, 1971
- †Pristinmicrophor Tang, Shi, Wang & Yang, 2019[97]
- Schistostoma Becker, 1902

### OnderfamilieNeurigoninae
- Arachnomyia White, 1916[98]
- Argentinia Parent, 1931[99][100]
- Bickelomyia Naglis, 2002[101]
- Coeloglutus Aldrich, 1896[102][103]
- Dactylomyia Aldrich, 1894[100][104]
- Halteriphorus Parent, 1933[47]
- Macrodactylomyia Naglis, 2002[100]
- Mberu Capellari & Amorim, 2011[105]
- Naticornus Olejnicek, 2005[106]
- Neotonnoiria Robinson, 1970[103][107]
- Neurigona Róndani, 1856[108]
- Oncopygius Mik, 1866[109][110]
- Paracoeloglutus Naglis, 2001[103]
- Systenoides Naglis, 2001[100]
- Viridigona Naglis, 2003[111]

### OnderfamilieParathalassiinae
- Amphithalassius Ulrich, 1991[112]
- †Archichrysotus Negrobov, 1978[113]
- Chimerothalassius Shamshev & Grootaert, 2003[114]
- †Cretomicrophorus Negrobov, 1978[113]
- †Electrophorella Cumming & Brooks, 2002[115]
- Eothalassius Shamshev & Grootaert, 2005[116]
- Microphorella Becker, 1909
- Neothalassius Brooks & Cumming, 2016[117]
- Parathalassius Mik, 1891
- Plesiothalassius Ulrich, 1991[112]
- †Retinitus Negrobov, 1978[113]
- Thalassophorus Saigusa, 1986

### OnderfamiliePeloropeodinae
- Alishanimyia Bickel, 2007[118][119]
- Chrysotimus Loew, 1857[2]
- Cremmus Wei, 2006[120]
- Discopygiella Robinson, 1965[75][121]
- Fedtshenkomyia Stackelberg, 1927[122]
- Griphophanes Grootaert & Meuffels, 1998[123]
- Guzeriplia Negrobov, 1968
- Hadromerella De Meijere, 1916
- Meuffelsia Grichanov, 2008[124]
- Micromorphus Mik, 1878[41]
- Nanomyina Robinson, 1964
- Neochrysotimus Yang, Saigusa & Masunaga, 2008
- Nepalomyia Hollis, 1964[125]
- Notobothrus Parent, 1931[99]
- †Palaeomedeterus Meunier, 1894
- Peloropeodes Wheeler, 1890
- Pseudoxanthochlorus Negrobov, 1977
- Vetimicrotes Dyte, 1980[17]

### OnderfamiliePlagioneurinae
- Plagioneurus Loew, 1857[2]

### OnderfamilieRhaphiinae
- Ngirhaphium Evenhuis & Grootaert, 2002[126]
- Physopyga Grootaert & Meuffels, 1990[127]
- Rhaphium Meigen, 1803

### OnderfamilieSciapodinae
- Abbemyia Bickel, 1994[128]
- Amblypsilopus Bigot, 1889
- Amesorhaga Bickel, 1994[128]
- Austrosciapus Bickel, 1994[128]
- Bickelia Grichanov, 1996[129]
- Bickeliolus Grichanov, 1996[130]
- Chrysosoma Guérin-Méneville, 1831
- Condylostylus Bigot, 1859
- Dytomyia Bickel, 1994[128]
- Ethiosciapus Bickel, 1994[128][130]
- Gigantosciapus Grichanov, 1997[131]
- Helixocerus Lamb, 1929[132]
- Heteropsilopus Bigot, 1859
- Krakatauia Enderlein, 1912[36]
- Lapita Bickel, 2002[132]
- Mascaromyia Bickel, 1994[128]
- Mesorhaga Schiener, 1868
- Narrabeenia Bickel, 1994[128]
- Naufraga Bickel, 1992[3]
- Negrobovia Bickel, 1994[128]
- Parentia Hardy, 1935
- Pilbara Bickel, 1994[128]
- Plagiozopelma Enderlein, 1912[36]
- Pouebo Bickel, 2008[133]
- Pseudoparentia Bickel, 1994[128]
- Sciapus Zeller, 1842
- Sinosciapus Yang, 2001[134]
- †Wheelerenomyia Meunier, 1907

### OnderfamilieStolidosomatinae
- Pseudosympycnus Robinson, 1967
- Stolidosoma Becker, 1922[9]
- Sympycnidelphus Robinson, 1964[45]

### OnderfamilieSympycninae
- Brevimyia Miller, 1945
- Calyxochaetus Bigot, 1888
- Campsicnemus Haliday in Walker, 1851
- Ceratopos Vaillant, 1952
- Chaetogonopteron De Meijere, 1913
- Colobocerus Parent, 1933
- Erebomyia Runyon & Hurley, 2005
- Filatopus Robinson, 1970
- Hercostomoides Meuffels & Grootaert, 1997
- Humongochela Evenhuis, 2004
- Hyptiocheta Becker, 1922[9]
- Ischiochaetus Bickel & Dyte, 1989[135]
- Lamprochromus Mik, 1878[41]
- Liparomyia White, 1916[98]
- Micropygus Bickel & Dyte, 1989[135]
- Neoparentia Robinson, 1967
- Nothorhaphium Bickel, 1999
- Olegonegrobovia Grichanov, 1995
- Parasyntormon Wheeler, 1899[136]
- Paresus Wei, 2006
- Pinacocerus Van Duzee, 1930[23]
- Scelloides Bickel & Dyte, 1989[135]
- Scotiomyia Meuffels & Grootaert, 1997
- Suschania Negrobov, 2003
- Sympycnus Loew, 1857[2]
- Syntormon Loew, 1857[2]
- Syntormoneura Curran, 1926
- Telmaturgus Mik, 1874
- Tetrachaetus Bickel & Dyte, 1989[135]
- Teuchophorus Loew, 1857[2]
- Yumbera Bickel, 1992

### OnderfamilieTenuopodinae
- Tenuopus Curran, 1924[137]

### OnderfamilieXanthochlorinae
- Xanthochlorus Loew, 1857[2][138]

### Onderfamilieincertae sedis
- Acropsilus Mik, 1878[41]
- Anepsiomyia Bezzi, 1902[139] (Diaphorinae of Sympycninae)
- Haplopharyngomyia Meuffels & Grootaert, 1999[140]
- Haromyia Runyon, 2015[141] (Eniliniinae of Achalcinae)
- Hurleyella Runyon & Robinson, 2010[142]
- Nematoproctus Loew, 1857[2] (Diaphorinae of Rhaphiinae)
- Nggela Bickel, 2020[143]
- Phrudoneura Meuffels & Grootaert, 1987
- †Prosystenus Negrobov, 1976
- †Sympycnites Grimaldi & Cumming, 1999[96]
- Urodolichus Lamb, 1922[33] (Diaphorinae of Rhaphiinae)

## In Nederland waargenomen soorten
- Genus: Achalcus
  - Achalcus cinereus
  - Achalcus flavicollis
  - Achalcus vaillanti
- Genus: Amblypsilopus
  - Amblypsilopus exul
- Genus: Anepsiomyia
  - Anepsiomyia flaviventris
- Genus: Aphrosylus
  - Aphrosylus celtiber
  - Aphrosylus ferox
- Genus: Argyra
  - Argyra argentina
  - Argyra argyria
  - Argyra atriceps
  - Argyra diaphana
  - Argyra elongata
  - Argyra grata
  - Argyra ilonae
  - Argyra leucocephala
  - Argyra perplexa
  - Argyra vestita
- Genus: Asyndetus
  - Asyndetus latifrons
- Genus: Australachalcus
  - Australachalcus melanotrichus
- Genus: Bathycranium
  - Bathycranium bicolorellum
- Genus: Campsicnemus
  - Campsicnemus alpinus
  - Campsicnemus armatus
  - Campsicnemus armoricanus
  - Campsicnemus compeditus
  - Campsicnemus curvipes
  - Campsicnemus loripes
  - Campsicnemus lumbatus
  - Campsicnemus magius
  - Campsicnemus marginatus
  - Campsicnemus picticornis
  - Campsicnemus pusillus
  - Campsicnemus scambus
- Genus: Chrysotimus
  - Chrysotimus flaviventris
  - Chrysotimus molliculus
- Genus: Chrysotus
  - Chrysotus blepharosceles
  - Chrysotus cilipes
  - Chrysotus collini
  - Chrysotus cupreus
  - Chrysotus femoratus
  - Chrysotus gramineus
  - Chrysotus laesus
  - Chrysotus melampodius
  - Chrysotus neglectus
  - Chrysotus obscuripes
  - Chrysotus pallidipalpus
  - Chrysotus palustris
  - Chrysotus pulchellus
  - Chrysotus suavis
  - Chrysotus viridifemoratus
- Genus: Diaphorus
  - Diaphorus hoffmannseggi
  - Diaphorus nigricans
  - Diaphorus oculatus
  - Diaphorus winthemi
- Genus: Dolichophorus
  - Dolichophorus kerteszi
- Genus: Dolichopus
  - Dolichopus acuticornis
  - Dolichopus agilis
  - Dolichopus arbustorum
  - Dolichopus argyrotarsis
  - Dolichopus atratus
  - Dolichopus atripes
  - Dolichopus brevipennis
  - Dolichopus caligatus
  - Dolichopus calinotus
  - Dolichopus campestris
  - Dolichopus claviger
  - Dolichopus clavipes
  - Dolichopus diadema
  - Dolichopus discifer
  - Dolichopus excisus
  - Dolichopus festivus
  - Dolichopus griseipennis
  - Dolichopus latilimbatus
  - Dolichopus latipennis
  - Dolichopus lepidus
  - Dolichopus linearis
  - Dolichopus lineatocornis
  - Dolichopus longicornis
  - Dolichopus longitarsis
  - Dolichopus migrans
  - Dolichopus nitidus
  - Dolichopus notatus
  - Dolichopus nubilus
  - Dolichopus pennatus
  - Dolichopus phaeopus
  - Dolichopus picipes
  - Dolichopus planitarsis
  - Dolichopus plumipes
  - Dolichopus plumitarsis
  - Dolichopus popularis
  - Dolichopus rupestris
  - Dolichopus sabinus
  - Dolichopus signatus
  - Dolichopus signifer
  - Dolichopus simplex
  - Dolichopus steini
  - Dolichopus strigipes
  - Dolichopus subpennatus
  - Dolichopus tanythrix
  - Dolichopus trivialis
  - Dolichopus ungulatus
  - Dolichopus urbanus
  - Dolichopus vitripennis
  - Dolichopus wahlbergi
- Genus: Ethiromyia
  - Ethiromyia chalybea
- Genus: Gymnopternus
  - Gymnopternus aerosus
  - Gymnopternus angustifrons
  - Gymnopternus assimilis
  - Gymnopternus blankaartensis
  - Gymnopternus brevicornis
  - Gymnopternus celer
  - Gymnopternus cupreus
  - Gymnopternus metallicus
  - Gymnopternus silvestris
- Genus: Hercostomus
  - Hercostomus chetifer
  - Hercostomus cupreus
  - Hercostomus exarticulatus
  - Hercostomus fulvicaudis
  - Hercostomus germanus
  - Hercostomus gracilis
  - Hercostomus longiventris
  - Hercostomus nanus
  - Hercostomus nigrilamellatus
  - Hercostomus nigripennis
  - Hercostomus nigriplantis
  - Hercostomus parvilamellatus
  - Hercostomus plagiatus
  - Hercostomus praeceps
  - Hercostomus rusticus
  - Hercostomus verbekei
  - Hercostomus vockerothi
- Genus: Hydrophorus
  - Hydrophorus balticus
  - Hydrophorus bipunctatus
  - Hydrophorus litoreus
  - Hydrophorus nebulosus
  - Hydrophorus oceanus
  - Hydrophorus praecox
  - Hydrophorus signifer
  - Hydrophorus viridis
- Genus: Lamprochromus
  - Lamprochromus bifasciatus
  - Lamprochromus strobli
- Genus: Liancalus
  - Liancalus virens
- Genus: Machaerium
  - Machaerium maritimae - (Vieg van het wad)
- Genus: Medetera
  - Medetera abstrusa
  - Medetera ambigua
  - Medetera apicalis
  - Medetera dendrobaena
  - Medetera diadema
  - Medetera impigra
  - Medetera infumata
  - Medetera inspissata
  - Medetera jacula
  - Medetera jugalis
  - Medetera micacea
  - Medetera muralis
  - Medetera obscura
  - Medetera oscillans
  - Medetera pallipes
  - Medetera petrophiloides
  - Medetera pinicola
  - Medetera plumbella
  - Medetera pseudoapicalis
  - Medetera saxatilis
  - Medetera tristis
  - Medetera truncorum
- Genus: Melanostolus
  - Melanostolus melancholicus
- Genus: Micromorphus
  - Micromorphus albipes
- Genus: Muscidideicus
  - Muscidideicus praetextatus
- Genus: Nematoproctus
  - Nematoproctus distendens
- Genus: Neurigona
  - Neurigona erichsoni
  - Neurigona pallida
  - Neurigona quadrifasciata
  - Neurigona suturalis
- Genus: Nodicornis
  - Nodicornis nodicornis
- Genus: Orthoceratium
  - Orthoceratium lacustre
- Genus: Poecilobothrus
  - Poecilobothrus chrysozygos
  - Poecilobothrus ducalis
  - Poecilobothrus nobilitatus
  - Poecilobothrus principalis
- Genus: Rhaphium
  - Rhaphium antennatum
  - Rhaphium appendiculatum
  - Rhaphium auctum
  - Rhaphium brevicorne
  - Rhaphium caliginosum
  - Rhaphium commune
  - Rhaphium crassipes
  - Rhaphium discolor
  - Rhaphium elegantulum
  - Rhaphium ensicorne
  - Rhaphium fasciatum
  - Rhaphium fascipes
  - Rhaphium fissum
  - Rhaphium laticorne
  - Rhaphium longicorne
  - Rhaphium micans
  - Rhaphium monotrichum
  - Rhaphium nasutum
  - Rhaphium penicillatum
  - Rhaphium riparium
- Genus: Scellus
  - Scellus notatus
- Genus: Sciapus
  - Sciapus albifrons
  - Sciapus basilicus
  - Sciapus contristans
  - Sciapus laetus
  - Sciapus lobipes
  - Sciapus longulus
  - Sciapus maritimus
  - Sciapus nervosus
  - Sciapus pallens
  - Sciapus platypterus
  - Sciapus wiedemanni
  - Sciapus zonatulus
- Genus: Sybistroma
  - Sybistroma crinipes
  - Sybistroma discipes
  - Sybistroma obscurellus
- Genus: Sympycnus
  - Sympycnus aeneicoxa
  - Sympycnus pulicarius
- Genus: Syntormon
  - Syntormon denticulatus
  - Syntormon filiger
  - Syntormon fuscipes
  - Syntormon metathesis
  - Syntormon monilis
  - Syntormon pallipes
  - Syntormon pseudospicatum
  - Syntormon pumilus
  - Syntormon tarsatum
  - Syntormon zelleri
- Genus: Systenus
  - Systenus bipartitus
  - Systenus leucurus
  - Systenus pallipes
  - Systenus scholtzii
- Genus: Tachytrechus
  - Tachytrechus ammobates - (Zandloperbijen)
  - Tachytrechus insignis
  - Tachytrechus notatus
- Genus: Telmaturgus
  - Telmaturgus tumidulus
- Genus: Teuchophorus
  - Teuchophorus calcaratus
  - Teuchophorus monacanthus
  - Teuchophorus nigricosta
  - Teuchophorus simplex
  - Teuchophorus spinigerellus
- Genus: Thinophilus
  - Thinophilus flavipalpis
  - Thinophilus ruficornis
  - Thinophilus versutus
- Genus: Thrypticus
  - Thrypticus atomus
  - Thrypticus bellus
  - Thrypticus pollinosus
  - Thrypticus smaragdinus
  - Thrypticus tarsalis
  - Thrypticus viridis
- Genus: Xanthochlorus
  - Xanthochlorus ornatus
  - Xanthochlorus tenellus